# Relaciones Bielorrusia-Estados Unidos
Las relaciones Bielorrusia-Estados Unidos son las relaciones diplomáticas entre Bielorrusia y Estados Unidos. Las relaciones interestatales entre Estados Unidos y Bielorrusia comenzaron en 1991 tras la disolución de la Unión Soviética, de la cual Bielorrusia había sido parte. Sin embargo, las relaciones se han agriado debido a acusaciones por parte de Estados Unidos sobre violaciones de derechos humanos en Bielorrusia. Bielorrusia, a su vez, ha acusado a Estados Unidos de interferir en sus asuntos internos.
En 2008, Bielorrusia retiró a su embajador de Washington D. C. e insistió en que el embajador de los Estados Unidos debía abandonar Minsk.
Según el Informe de liderazgo global de Estados Unidos De 2012, solo el 20% de bielorrusos aprueba el liderazgo de EE. UU., Con un 30% de desaprobación y un 50% de incertidumbre, la cuarta calificación más baja para cualquier país encuestado en Europa.

## De 1991 hasta 2000

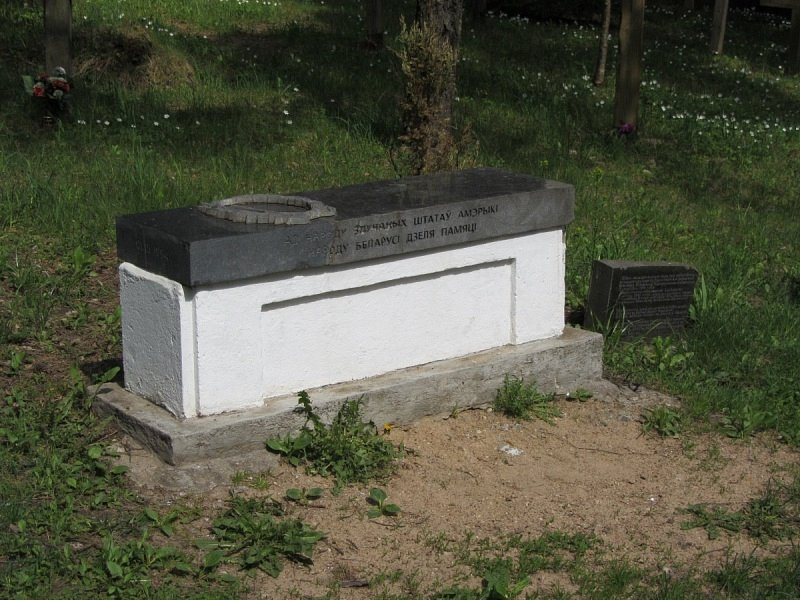
Plataforma conmemorativa en Kurapaty presentado por Bill Clinton.

Estados Unidos ha alentado a Bielorrusia a concluir y adherirse a los acuerdos con el Fondo Monetario Internacional (FMI) sobre el programa de estabilización macroeconómica y medidas de reforma relacionadas, así como a emprender una mayor privatización y crear una Clima favorable para los negocios y la inversión. Aunque ha habido cierta inversión privada directa estadounidense en Bielorrusia, su desarrollo ha sido relativamente lento dado el ritmo incierto de la reforma. Un acuerdo de la Corporación de Inversión Privada en el Exterior se firmó en junio de 1992, pero se suspendió desde 1995 porque Bielorrusia no cumplió con sus obligaciones bajo el acuerdo. Bielorrusia es elegible para Banco de Exportación-Importación de Estados Unidos a corto plazo seguro para inversiones en los Estados Unidos, pero debido al clima comercial adverso, no se han iniciado proyectos.

## De 2001 hasta 2004

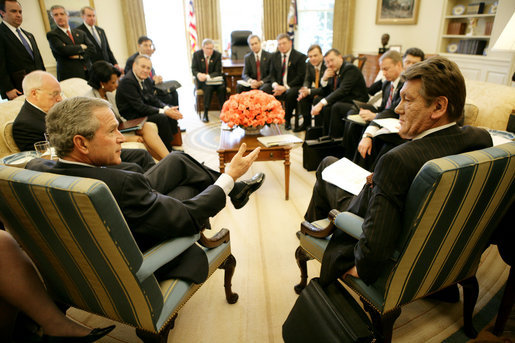
Presidente de los Estados Unidos George W. Bush discutiendo Bielorrusia con el Presidente de Ucrania, Yushchenko

A principios de septiembre de 2001, Estados Unidos condenó a Bielorrusia por tener irregularidades en las elecciones recientes, lo que causó que Alexander Lukashenko fuera reelegido. Sin embargo, esta crítica duró poco, ya que Estados Unidos estuvo bajo los ataques del 11 de septiembre de 2001 dos días después.
Durante Operación Libertad Iraquí, varias agencias de inteligencia estadounidenses acusaron a Bielorrusia de proporcionar un  wikt: refugio seguro para el líder depuesto, Saddam Hussein, y sus hijos, Uday y Qusay. La única evidencia que se presentó fue un vuelo de carga desde la capital de Irak y [de Bagdad] a la capital bielorrusa de Minsk, cuya documentación se encontró después de la captura del aeropuerto de Bagdad en abril de 2003. Mientras que algunas fuentes dijeron que Lukashenko estaba cerca de Saddam y Saddam había pensado en irse de Irak a Bielorrusia, Saddam fue encontrado en Irak en diciembre de 2003 y sus hijos fueron asesinados en Irak unos meses antes.
Bielorrusia-U.S. las relaciones fueron más tensas después de que  Congreso aprobara por unanimidad la Ley de Democracia de Bielorrusia de 2004, que el gobierno bielorruso cree que interfiere con los asuntos internos bielorrusos.

## De 2006 al presente
Tras la elección presidencial bielorrusa de 2006, Estados Unidos introdujo sanciones contra individuos y empresas bielorrusos por "las acciones y políticas... para socavar los procesos o instituciones democráticos bielorrusos, manifestados más recientemente en el fundamentalmente antidemocráticas Las elecciones de marzo de 2006, para cometer abusos contra los derechos humanos relacionados con la represión política, incluidas las detenciones y desapariciones, y para participar en la corrupción pública, incluso desviando o haciendo mal uso de los bienes públicos bielorrusos o haciendo uso indebido de la autoridad pública". Los activos de dichas personas y compañías en los Estados Unidos están congelados y las transacciones con ellos están prohibidas.
La lista de personas y organizaciones sancionadas en relación con las violaciones de derechos humanos de Bielorrusia, hasta de enero de 2017, contiene las siguientes personas:
- Presidente Alexander Lukashenko
- su hijo y asistente de seguridad nacional Viktor Lukashenko
- exministro de Justicia Viktar Halavanau
- ex viceministro de Justicia Oleg Slizhevsky
- exjefe de Belteleradio Aliaksandr Zimouski
- exdirector del  KGB Stepan Sukhorenko
- exfiscal General Petr Miklashevich,
- Dmitri Pavlichenko
- Viktor Sheiman
- Lidia Yermoshina
- Natalia Petkevich
- Uladzimir Navumau
- Comandante de OMON Yury Podobed
- Alexander Radkov
- Vladimir Rusakevich
- Yury Sivakov

La lista de las compañías sancionadas incluye Belshina, Belneftekhim, Polotsk-Steklovolokno, Grodno Azot, Naftan y otros.